# Cundi
Secundino Suárez Vázquez (La Invernal, Asturias, España, 13 de abril de 1955), conocido como Cundi, es un exfutbolista español que jugaba como defensa y llegó a ser internacional con la selección española, con la que disputó la Eurocopa 1980. Es el padre de Rubén Suárez, jugador que milita en el C. D. Torrevieja de la Tercera División de España.

## Trayectoria
Tras pasar por el C. D. Ensidesa se incorporó a la disciplina del Real Sporting de Gijón, equipo en el que jugó entre 1975 y 1990, a excepción de la temporada 1976-77 en la que fue cedido a la U. D. Poblense para realizar el cumplimiento del servicio militar.

## Selección nacional
Fue internacional con la selección de fútbol de España en nueve ocasiones. Debutó el día 4 de octubre de 1978 en la ciudad de Zagreb, en un partido de clasificación para la Eurocopa 1980 frente a Yugoslavia con resultado final de 1-2. Su última aparición con el combinado nacional se produjo el 23 de junio de 1981 durante un encuentro amistoso disputado ante México en el que entró al terreno de juego sustituyendo a Rafael Gordillo.

### Participaciones en Eurocopas
| Mundial       | Sede   | Resultado    |
| ------------- | ------ | ------------ |
| Eurocopa 1980 | Italia | Primera fase |

## Clubes
| Club                   | País   | Año       |
| ---------------------- | ------ | --------- |
| C. D. Ensidesa         | España | 1972-1974 |
| C. D. Gijón            | España | 1974-1975 |
| Real Sporting de Gijón | España | 1975-1976 |
| U. D. Poblense         | España | 1976-1977 |
| Real Sporting de Gijón | España | 1977-1990 |